# Ödön Kárpáti
Ödön Sándor Kárpáti, także Ödön Kraml (ur. 2 stycznia 1982 w Budapeszcie, zm. w październiku 1914) – węgierski lekkoatleta specjalizujący się w biegach maratońskich, uczestnik igrzysk olimpijskich.
Kárpáti reprezentował Królestwo Węgier podczas V Letnich Igrzyskach Olimpijskich w 1912 roku w Sztokholmie, gdzie wystartował w jednej konkurencji. W biegu maratońskim Węgier zajął 31. miejsce z czasem 3-25:21,6, co było jego nowym rekordem życiowym.
Zginął podczas I wojny światowej.